# Cattedrale di Bengasi
La cattedrale di Bengasi era la cattedrale cattolica della città di Bengasi. La chiesa, attualmente in disuso, era una delle più grandi del Nordafrica.
La cattedrale venne costruita tra il 1929 e il 1939 su progetto degli architetti italiani Ottavio Cabiati e Guido Ferrazza; fu dedicata al Santissimo Nome di Gesù. L'edificio fu utilizzato anche come quartier generale dell'Unione socialista araba prima di cadere in disuso. A partire dal 2009 la chiesa è sottoposta all'opera di restauro di una società italiana.
L'entrata della chiesa è costituita da un portico con sei colonne doriche. Le due cupole che la sovrastano le danno un aspetto orientale mentre una serie di oculi le forniscono l'illuminazione necessaria. L'edificio, ispirato all'architettura religiosa italiana, rimane tuttavia incompiuto in quanto nel progetto originale era previsto anche un campanile a tre livelli.

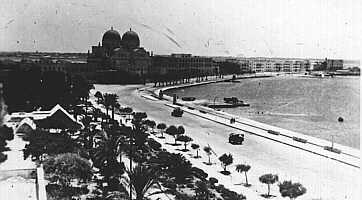
Lungomare e cattedrale di Bengasi
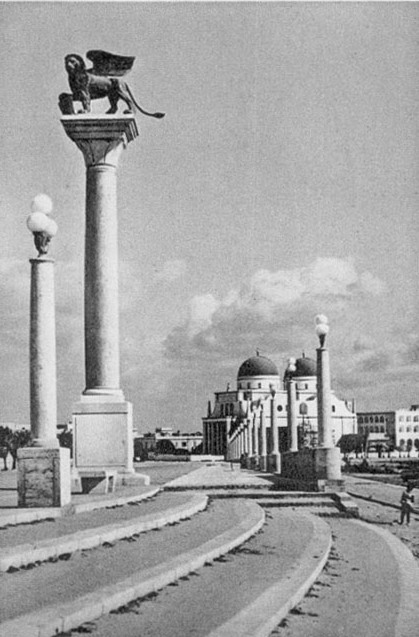
Via della Vittoria a Bengasi (anni '30)
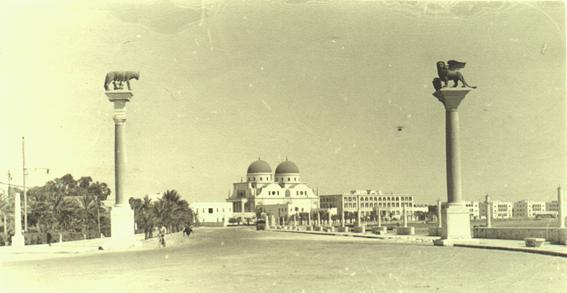
Via della Vittoria a Bengasi (1941)
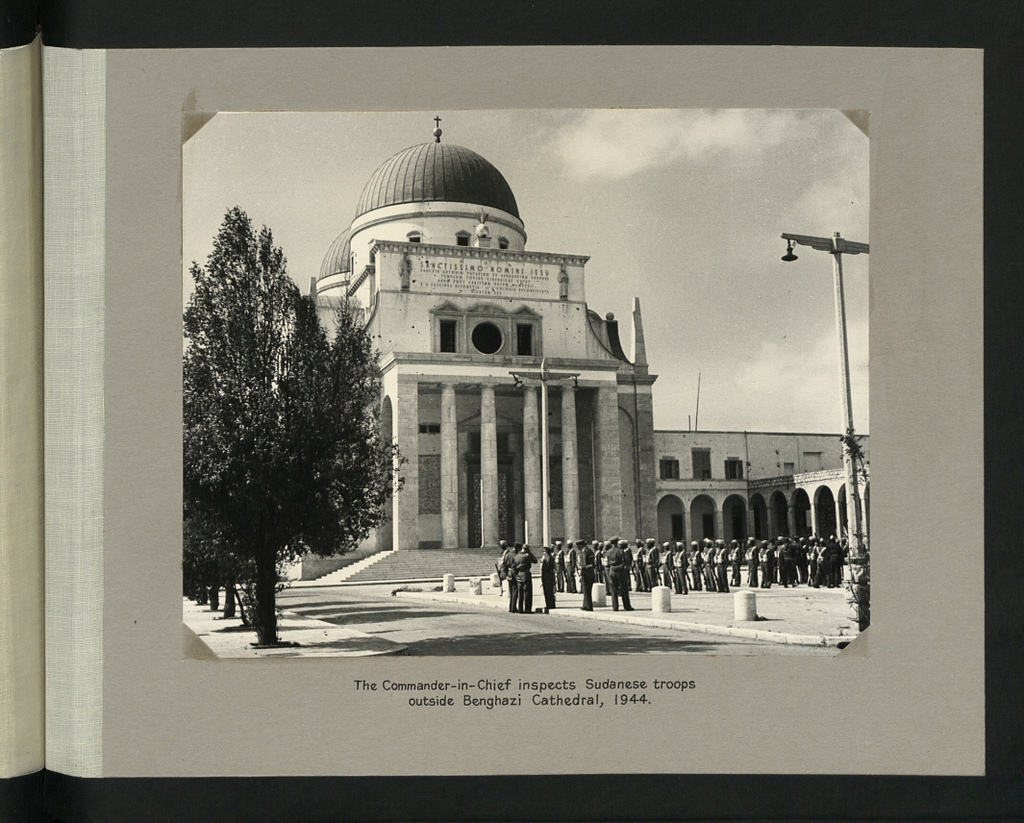
Facciata della cattedrale (1944)
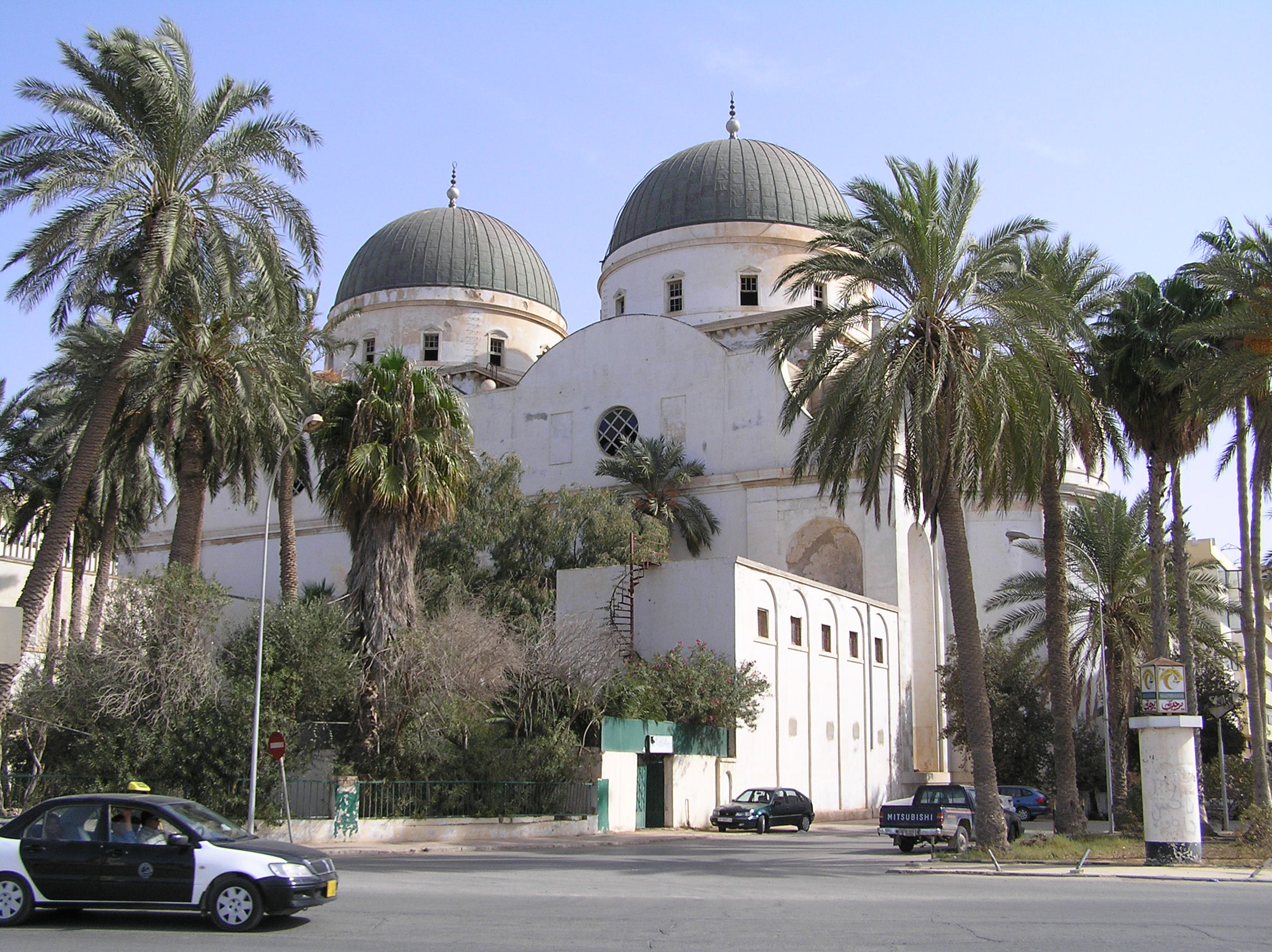
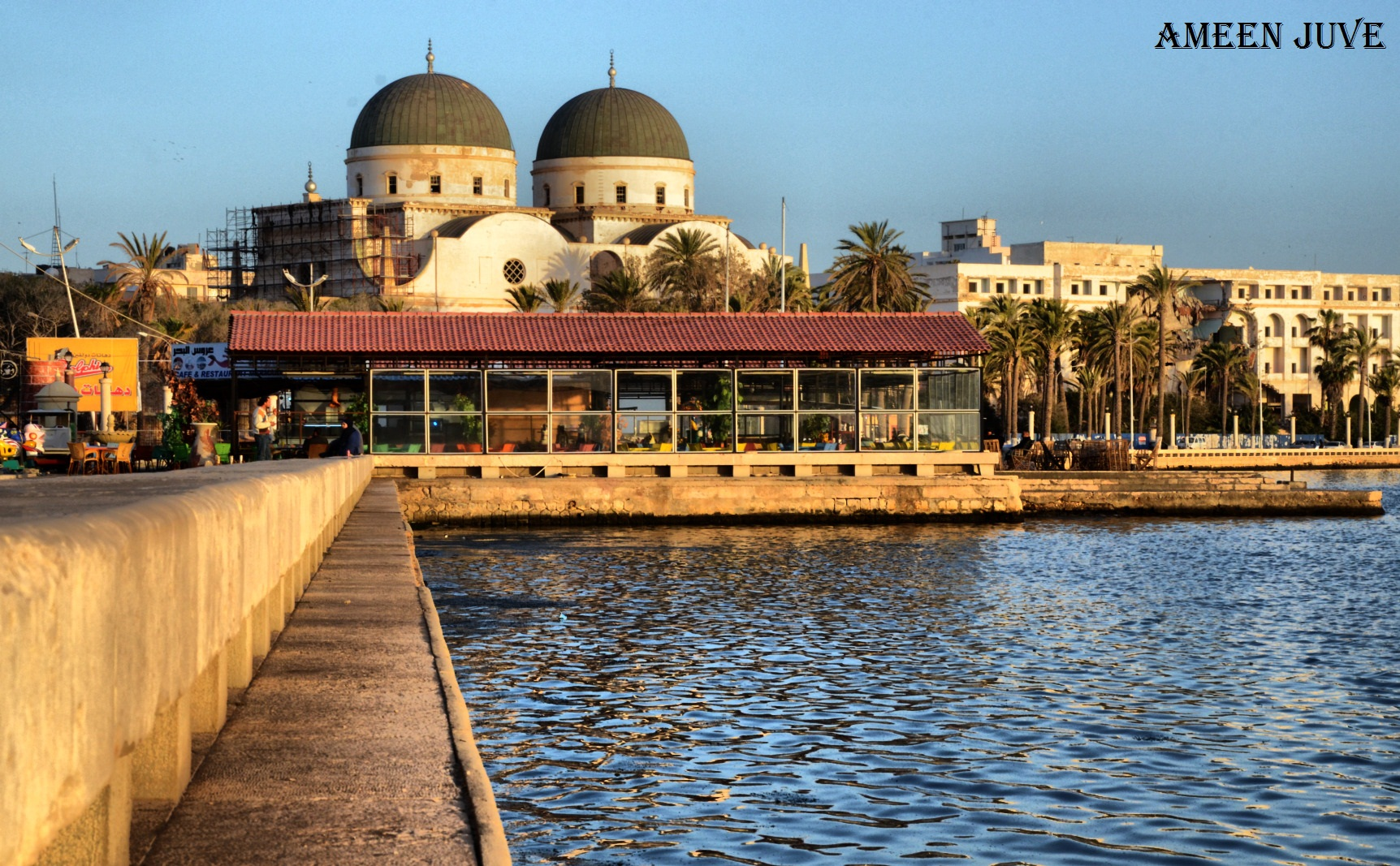
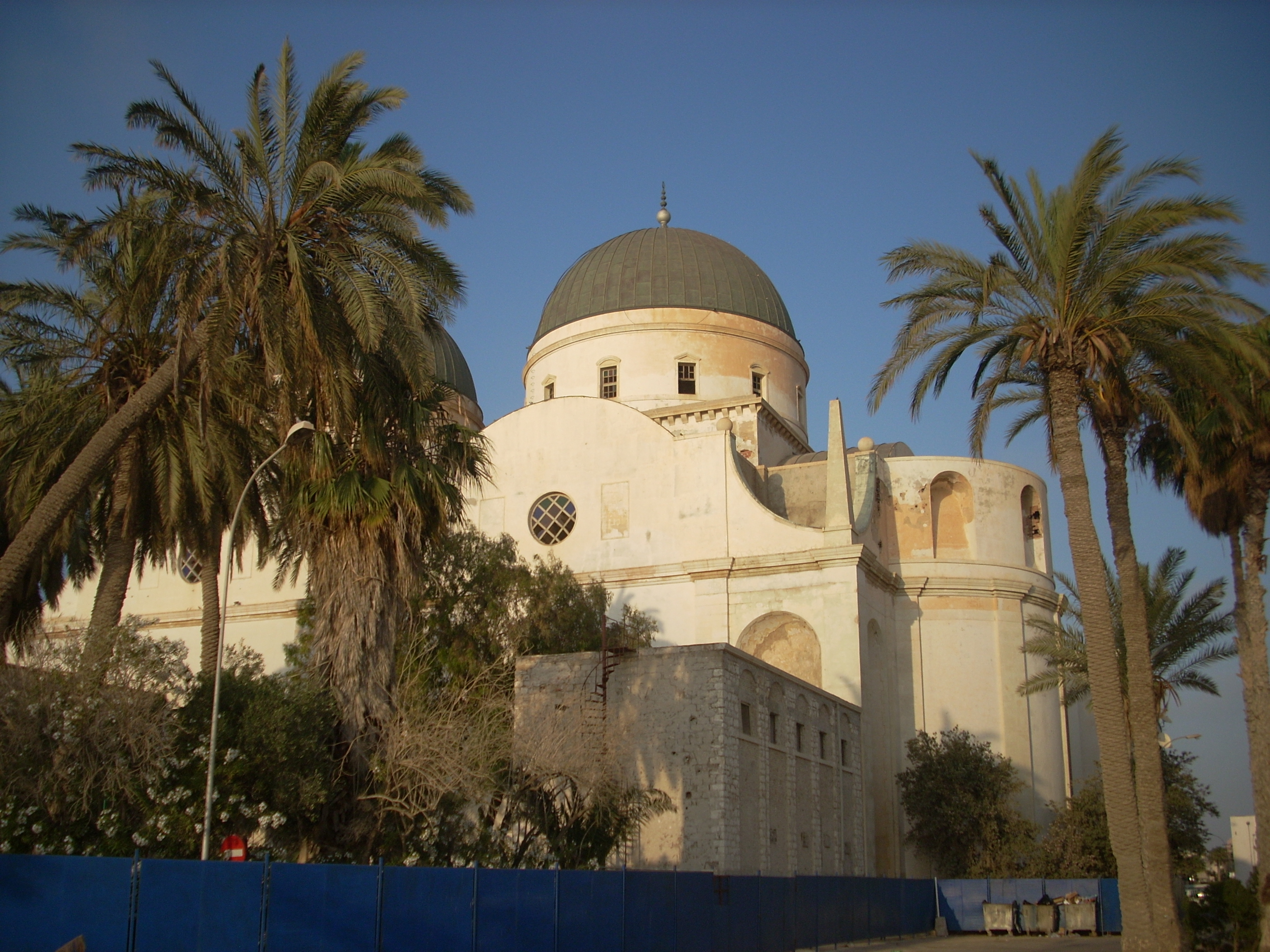